# Ablain-Saint-Nazaire
Ablain-Saint-Nazaire è un comune francese di 1 874 abitanti situato nel dipartimento del Passo di Calais, nella regione dell'Alta Francia.

## Monumenti

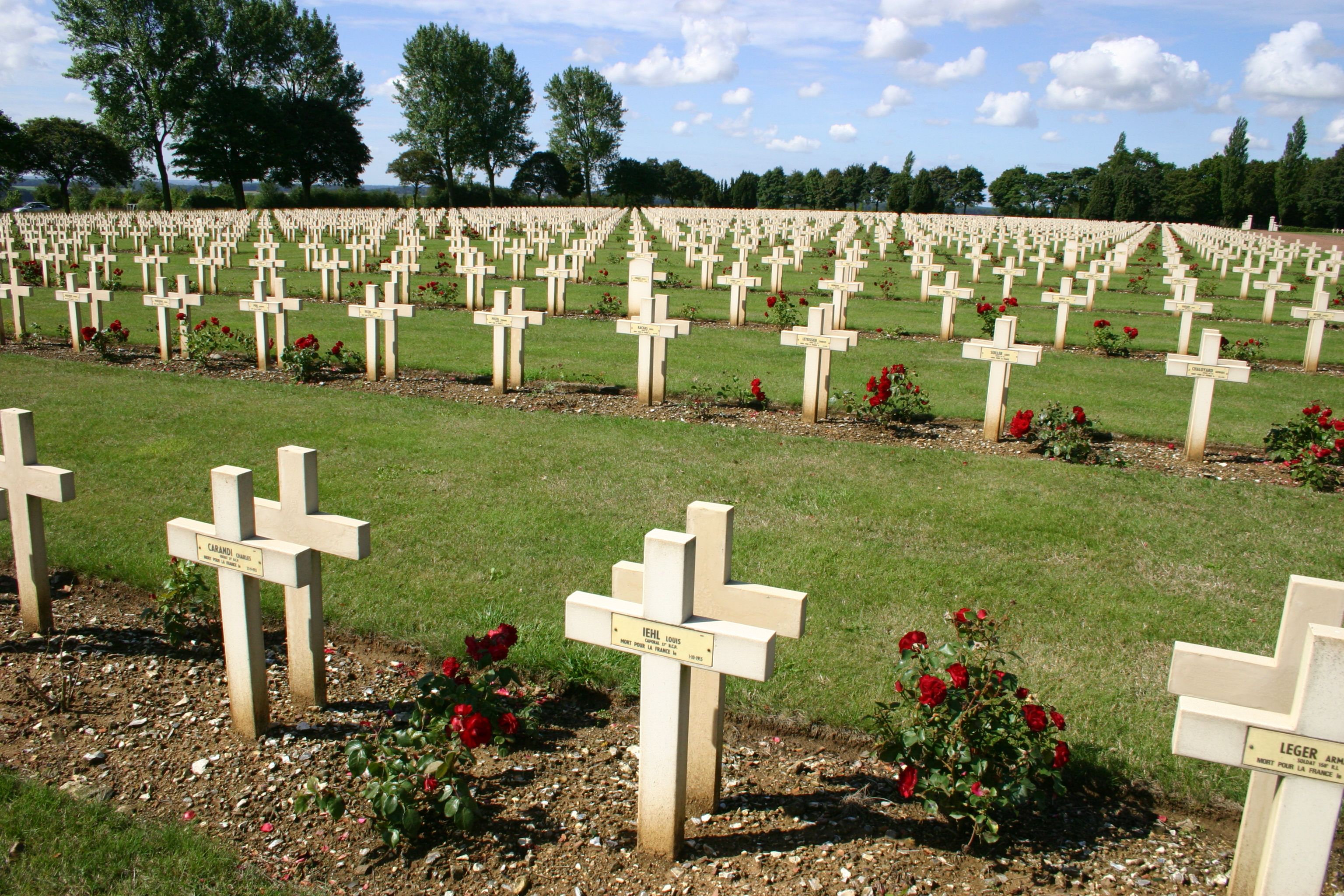
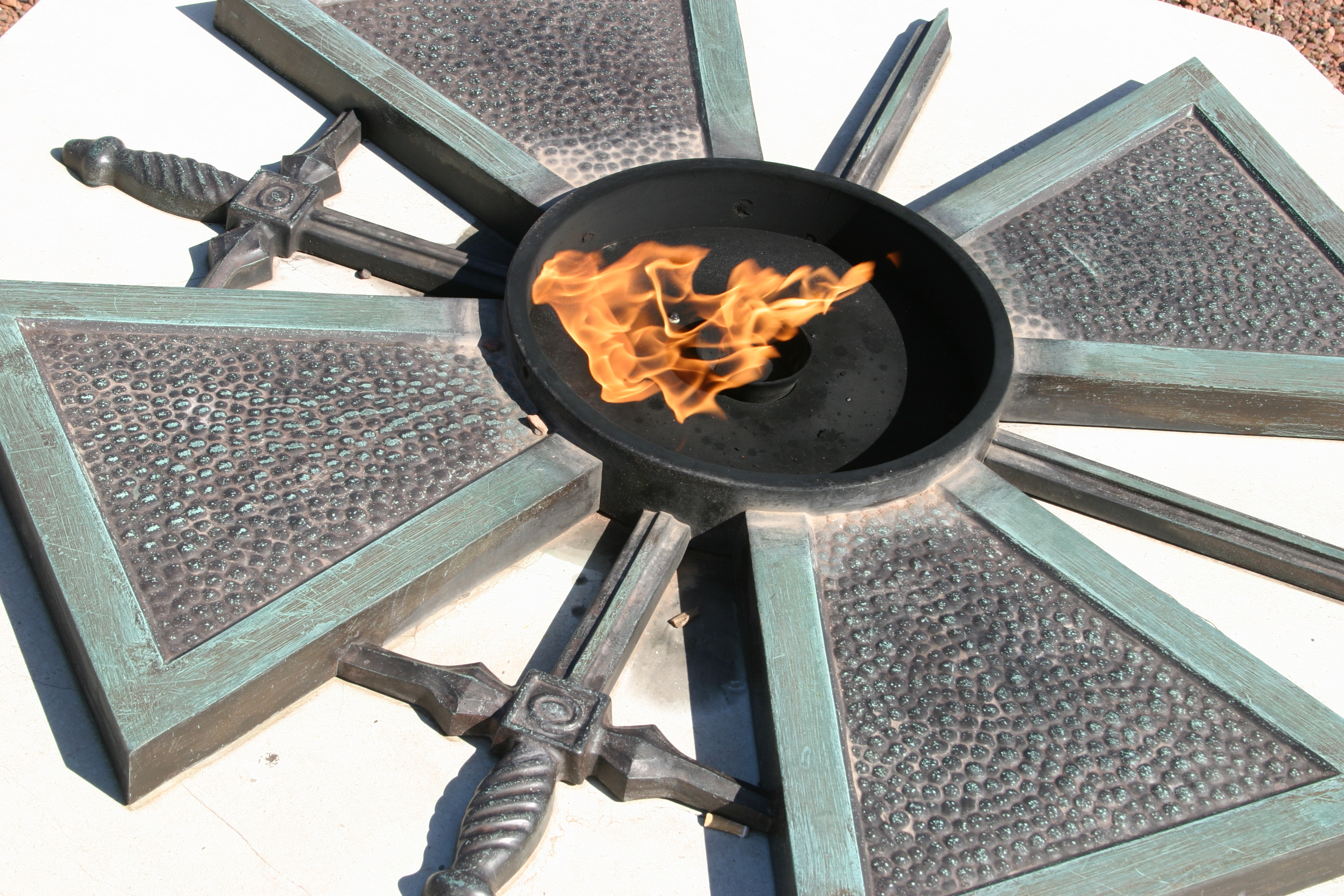
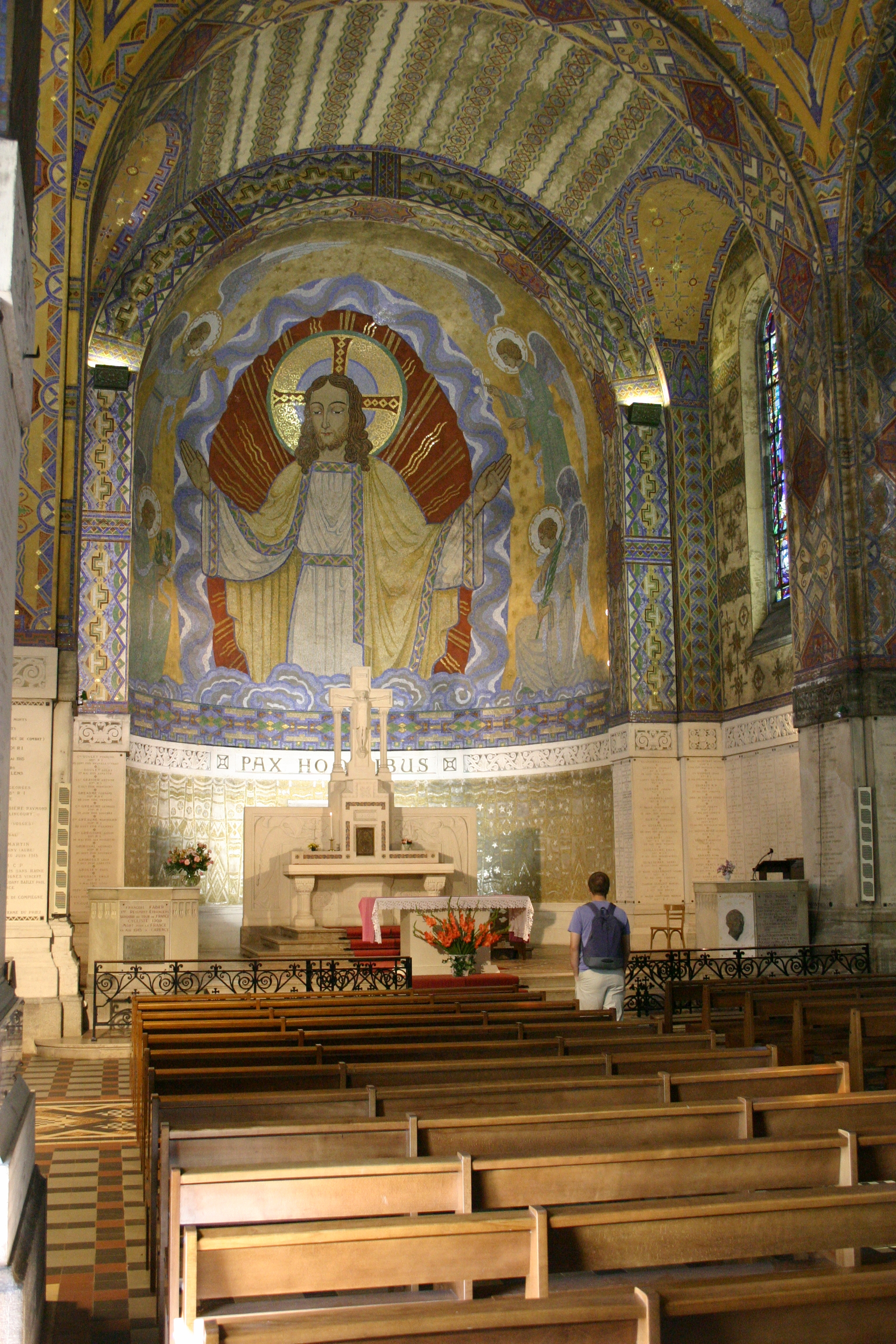

## Società

### Evoluzione demografica
Abitanti censiti